# The Words (film)
The Worlds je americký romantický a dramatický film z roku 2012. Režie a scénáře se ujali Brian Klugman a Lee Sternthal. Hlavní role hrají Bradley Cooper, Zoe Saldana, Olivia Wildeová, Jeremy Irons, Ben Barnes, Dennis Quaid a Nora Arnezeder. Film měl celosvětovou premiéru dne 27. ledna 2012 na filmovém festivalu Sundance, do kin byl uveden ve Spojených státech dne 7. září 2012 a v České republice dne 20. září 2012. 

## Obsazení
- Bradley Cooper jako Rory Jansen
- Zoe Saldana jako Dora Jansen
- Olivia Wildeová jako Daniella
- Jeremy Irons jako Starý muž
- Ben Barnes jako Mladý muž
- Dennis Quaid jako Clay Hammond
- J. K. Simmons jako Roryho otec
- John Hannah jako Richard Ford
- Nora Arnezeder jako Celia
- Željko Ivanek jako Joseph Cutler
- Michael McKean jako Nelson Wyllie
- Ron Rifkin jako Timothy Epstein
- Brian Klugman jako Jason Rosen
- Liz Stauber jako Camy Rosen
- Lee Sternthal jako Brett Copsey

## Produkce
Natáčení bylo zahájeno v Montrealu v Kanadě dne 7. června 2011.

## Přijetí

### Tržby
Film vydělal 69 milionů dolarů v Severní Americe a 48,4 milionů dolarů v ostatních oblastech, celkově tak vydělal 117,4 milionů dolarů po celém světě. Rozpočet filmu činil 37 milionů dolarů. Za první víkend docílil druhé nejvyšší návštěvnosti, kdy vydělal 16,6 milionů dolarů.

### Recenze
Na recenzní stránce Rotten Tomatoes získal ze 117 započtených recenzí 22 procent s průměrným ratingem 4,6 bodů z deseti. Na serveru Metacritic snímek získal z 30 recenzí 37 bodů ze sta. Na Česko-Slovenské filmové databázi snímek získal 76 procent.

### Ocenění a nominace
Film získal cenu na filmovém festivalu Global Nonviolent v kategorii nejlepší scénář. Film získal také dvě nominace na cenu Golden Trailer Awards v kategorii nejlepší romantický film a nejlepší thrillerový plakát. Bradley Cooper získal za roli nominaci na cenu Teen Choice Awards v kategorii nejlepší filmový herec v dramatickém filmu.